# Fokker F.VII
O Fokker F.VII foi um pequeno avião comercial produzido pela empresa holandesa Fokker na década de 1920. Foi também produzido sob licença por outros construtores aeronáuticos. O projecto experimental inicial de 1924 previa um monoplano monomotor. A Fokker acrescentou dois motores a fim de poder concorrer ao Ford Reliability Air Tour de 1925. Em seguida, as diferentes versões F.VIIa/3m, F.VIIb/3m e F.10 foram todas equipadas com três motores, passando a ser conhecidas por Fokker Trimotor.

## Características
O F.VII podia transportar entre oito a doze passageiros, sendo escolhido por diversas companhias aéreas pioneiras na Europa e na América. No final da década de 1920 a aeronave dominava o mercado americano em conjunto com o seu concorrente o Ford Trimotor. No entanto um acidente ao serviço da TWA, que provocou a morte de Knute Rockne, um famoso treinador de Futebol Americano, acabou com o seu estado de graça. O inquérito ao acidente revelou problemas ao nível da concepção em contraplacado do aparelho e levou ao fim da sua exploração comercial nos Estados Unidos da América em 1931 e à chegada dos novos aviões inteiramente construídos em metal, como o Boeing 247 e o Douglas DC-2.

## Variantes
F.VIIAeronave de transporte monomotor, movida por um 360 hp (268 kW) Rolls-Royce Eagle ou 450 hp (336 kW) motor Napier Lion, acomodação para dois tripulantes e oito passageiros; cinco construídos. Um convertido para usar 400 hp (298 kW) Bristol Jupiter e dois para usar o motor 480 hp (358 kW) Gnome-Rhône Jupiter VI .
F.VIIa (F.VIIa/1m)Aeronave de transporte monomotor, ligeiramente maior que F.VII com novo trem de pouso e asa. Voou em 12 de março de 1925. A primeira aeronave tinha um motor de 420 hp (313 kW) V-12 Packard Liberty, mas outros 39 exemplares F.VIIa tinham principalmente radiais motores Bristol Jupiter ou Pratt & Whitney Wasp.
F.VIIa/3mVersão com dois motores adicionais sob as asas, voada em 4 de setembro de 1925. As duas primeiras aeronaves eram idênticas ao F.VIIa. A partir da terceira aeronave, a fuselagem era 31 in (80 cm) mais longa e era alimentada por motores radiais de 200 hp (149 kW) Wright J-4 Whirlwind. Provavelmente apenas 18 foram construídos, enquanto muitos F.VIIa foram atualizados para o padrão F.VIIa/3m.
F.VIIb/3mVersão principal de produção com maior vão; 154 construídos, incluindo os construídos sob licença.
F.9Versão americana do Fokker F.VIIb/3m; construído pela Atlantic Aircraft Corporation nos Estados Unidos.
Fokker F.10Versão ampliada do avião Fokker F.VII, capaz de transportar até 12 passageiros; construído pela Atlantic Aircraft Corporation nos Estados Unidos.
C-2Versão de transporte militar do Fokker F.9, alimentado por três motores de pistão radial Wright J-5 de 220 hp (164 kW), acomodação para dois pilotos e dez passageiros; três construídos em 1926 para o US Army Air Corps.
C-2AVersão de transporte militar para o Corpo Aéreo do Exército dos EUA, com maior envergadura, alimentado por três motores de pistão radial Wright J-5 de 220 hp (164 kW), acomodação para dois pilotos e dez passageiros; oito construídos em 1928.
XC-7Um C-2A equipado com três motores de pistão radial Wright J-6-9 de 330 hp (246 kW). Redesignado C-7 quando quatro exemplos de C-2A foram reconfigurados de forma semelhante.
C-7Conversão de transporte militar do C-2A para o Corpo Aéreo do Exército dos EUA por meio de reengenharia com motores Wright R-975 de 300 hp (220 kW). Protótipo XC-7 e quatro C-2As redesenhados em 1931.
C-7ASeis novas aeronaves C-7 (Wright R-975) de produção com asas maiores, novo design de barbatana vertical e fuselagens modeladas após o comercial F.10A.
XLB-2Versão experimental de bombardeiro leve do C-7, equipado com três motores de pistão radial Pratt & Whitney R-1380 de 410 hp (306 kW); um construído.
TA-1Versão de transporte militar da Marinha e Corpo de Fuzileiros Navais dos EUA; três construídos.
TA-2Versão de transporte militar para a Marinha dos EUA; três construídos.
TA-3Versão de transporte militar para a Marinha dos EUA, movida por três motores de pistão radial Wright J-6; um construído.
RA-1Redesignação do TA-1.
RA-2Redesignação do TA-2.
RA-3Redesignação do TA-3.

## Pilotos famosos

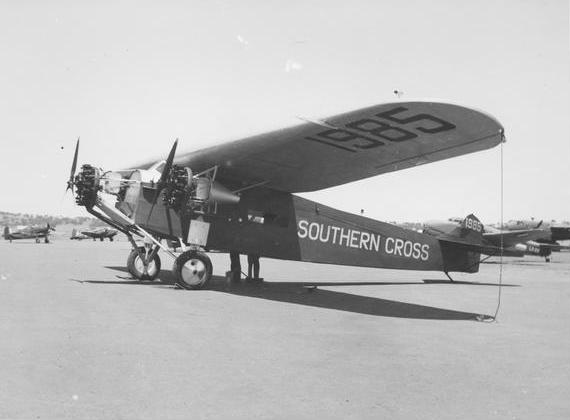
O F.VIIb/3m Southern Cross
de Sir Charles Kingsford Smith.

O Fokker F.VII foi utilizado por numerosos exploradores e pioneiros da aviação.
- Richard Byrd, declarou ter sobrevoado o Polo Norte no seu Fokker F.VIIa/3m em 9 de Maio de 1926, alguns dias antes de Roald Amundsen o ter feito no dirigível "Norge";
- Lester Maitland e Albert Hegenberger, oficiais do Corpo Aéreo do Exército dos Estados Unidos, realizaram a primeira ligação aérea entre o território continental dos Estados Unidos e o Hawai a bordo de um Fokker C-2, em Junho de 1927;
- Richard E. Byrd, Bernt Bachen e mais dois tripulantes, também em Junho de 1927 atravessaram o Oceano Atlântico num Fokker C-2, despenhando-se na costa francesa.
- Charles Kingsford Smith a bordo do seu Fokker F.VII/3m realizou a primeira travessia aérea do Oceano Pacífico, entre os Estados Unidos e a Austrália em Junho de 1928. Realizou também a primeira travessia aérea do Mar da Tansmânia entre a Austrália e a Nova Zelândia.
- Amelia Earhart tornou-se a primeira mulher a atravessar por ar o Oceano Atlântico, no dia 12 de Junho de 1928, como passageira de um Fokker F.VIIb/3m;
- Carl A. Spaatz dirigindo um grupo de pilotos do Corpo Aéreo do Exército dos Estados Unidos estabeleceu o recorde de duração de mais de 150 horas de voo com um Fokker C-2 sobre Los Angeles entre 1 e 7 de Janeiro de 1929. Neste voo foi também realizado o primeiro abastecimento de uma aeronave em pleno voo.

## Utilizadores militares
- Checoslováquia
- Finlândia
- Países Baixos
- Polónia
- Espanha
- Estados Unidos
- Iugoslávia